# Dīmītrīs Sōtīriou
Dīmītrīs Sōtīriou (in greco Δημήτριος Σωτηρίου?; Martino, 13 settembre 1987) è un calciatore greco, portiere dell'OFI Creta.

## Carriera

### Club
Ha giocato nella prima divisione greca.

### Nazionale
Nel 2005 ha subito 8 reti in 3 presenze con la nazionale greca Under-19.